# Jenny Lönnkvist
Jenny Lönnkvist, född 28 mars 1989, är en svensk orienterare som tävlar för Tullinge SK. Hennes främsta meriter är fyra JVM-guld. Hon har även sju raka segrar i O-Ringen. Jenny är dotter till de framgångsrika, numera före detta, elitorienterarna Barbro Lönnkvist och Lars Lönnkvist.